# Madison (West Virginia)
Madison ist eine Stadt mit dem Status „City“ und Verwaltungssitz (County Seat) des Boone County im US-Bundesstaat West Virginia. Das U.S. Census Bureau hat bei der Volkszählung 2020 eine Einwohnerzahl von 2913 ermittelt. 

## Geographie
Madison liegt 40 Kilometer südwestlich von Charleston. Der U.S. Highway 119 tangiert den Ort im Westen. Der Little Coal River fließt durch die Stadt.

## Geschichte
Nachdem an dem Ort ein Courthouse gebaut wurde, nannte er sich Boone Court House, wurde jedoch um 1865 in Madison umbenannt, vermutlich zu Ehren von James Madison, dem vierten Präsidenten der Vereinigten Staaten. Andere Chronisten halten den Anwalt James Madison Laidley oder den im lokalen Kohlegeschäft aktiven Industriellen Madison Peyton für den Namensgeber. Madison wurde 1906 urkundlich gegründet.
Das ursprüngliche Courthouse in Madison ging während des Sezessionskrieges in Flammen auf. Das zweite Courthouse, aus lokalen Backsteinen errichtet wurde bis 1913 genutzt. Das heutige Courthouse wurde im Jahr 1921 bezogen und ist im National Register of Historic Places gelistet. 
Da es in der Umgebung zahlreiche und reichhaltige Kohlevorkommen gibt, war die Hauptlebensgrundlage der Bevölkerung die Kohleförderung. Der Spitzname des Ortes lautet deshalb auch: The Gateway to the Coal Fields (Das Tor zu den Kohlerevieren). Als es 1921 zu blutigen Auseinandersetzungen zwischen Bergarbeitern und Bergwerksbesitzern während der Schlacht am Blair Mountain kam, war Madison ein strategisch wichtiger Ort während dieses Minenkrieges. 2014 gibt es wiederum eine als „Kohlekrieg“ bezeichnete Auseinandersetzung, die jedoch mit Worten und sehr emotional geführt wird. Anlass sind neue, strenge Schadstoffgrenzen für lokale Kohlekraftwerke, die die Förderung von Kohle in der Region so unattraktiv machen, dass bereits bis zu 5000 Arbeitsplätze in West Virginias Kohlerevieren verloren gingen. Dies hat in der Bevölkerung zu massiven Protesten geführt.
Einer populären Tradition folgend, findet in jedem Jahr im Juni das West Virginia Coal Festival in Madison statt.

## Demografische Daten
Im Jahr 2012 wurde eine Einwohnerzahl von 3054 Personen ermittelt. Das Durchschnittsalter lag zu diesem Zeitpunkt mit 42,1 Jahren in der Größenordnung des Wertes von West Virginia, der 42,6 Jahre betrug. 13,0 % der heutigen Bewohner gehen auf Einwanderer aus Deutschland zurück. Weitere maßgebliche Zuwanderungsgruppen aus Europa während der Anfänge des Ortes kamen zu 12,7 % aus England und zu 13,0 % aus Irland.

## Söhne und Töchter der Stadt
- Leonard S. Echols, Politiker